# Meles meles
El tejón común, europeo o euroasiático (Meles meles), también conocido como tasugo, es una especie de mamífero carnívoro de la familia Mustelidae. Es de tamaño medio y propio de Europa y el oeste de Asia.

## Descripción
El tejón tiene complexión robusta, cuerpo mucho más largo y ancho que alto, con patas cortas y cola también corta con el extremo romo. Su forma general es algo acuñada, con la cabeza alargada y triangular y proporcionalmente pequeña. El cuerpo también es alargado.
Mide entre 67 y 80 cm de largo, más 13 a 18 cm de la cola. Algunos ejemplares pueden llegar a pesar unos 15 kg, aunque el rango normal de peso está entre los 11 y los 13 kg.
Sus patas son muy cortas y fuertes. Las patas anteriores presentan el mayor desarrollo muscular. El hocico es prominente, móvil y musculoso, encontrándose particularmente adaptado a excavar y hozar, mientras que el cuello es corto y ancho.

### Pelaje
El pelaje es largo y fuerte en el lomo. Los pelos tienen una característica división de color, claro en la raíz y la punta y oscuro en el medio, lo que da una impresión general de gris, excepto en ciertas áreas blancas o negras puras. El vientre y las patas son casi enteramente negros. La cabeza es blanca, con dos franjas negras longitudinales, paralelas, muy características de la especie, que abarcan los ojos. El borde de las orejas y el extremo de la cola son blancos. No son raros los casos de albinismo y otras variaciones de coloración como el melanismo o el rojo. El pelo sufre una caída anual en primavera.
El pelo de tejón tiene unas características muy especiales, particularmente por su suavidad y elasticidad, que lo hacen ideal para algunos usos tradicionales como pinceles artísticos, cepillos y, sobre todo, brochas de afeitar.

### Huellas
Habitualmente marca los cinco dedos con sus uñas. Las huellas delanteras, incluidas las uñas pueden medir 8 x 5 cm y las traseras 7 x 4 cm. En los ejemplares jóvenes no se marcan las uñas, aunque la huella tiene la misma fisonomía plantar que el adulto.

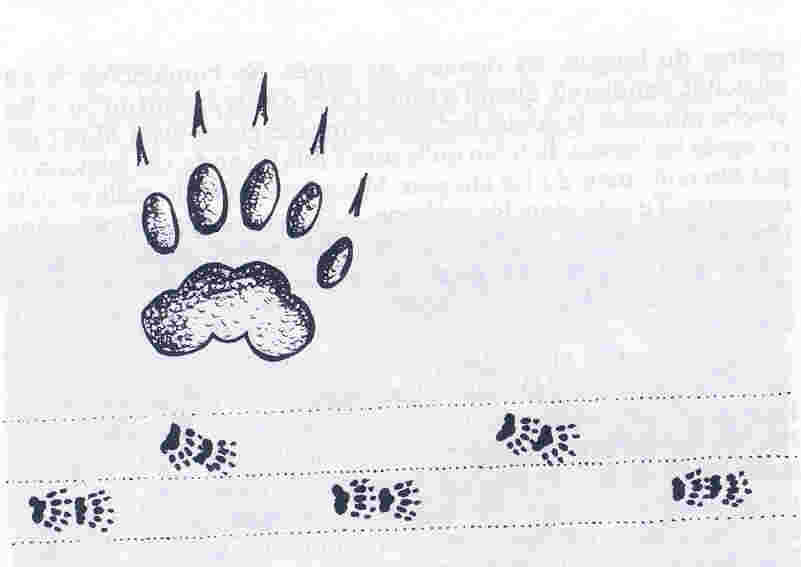
Huellas.

Cuando el animal camina al paso, la huella anterior y posterior prácticamente coinciden, con una distancia de avance de unos 50 cm; cuando corre se produce un adelantamiento relativo de la huella del pie posterior sobre el anterior siendo la distancia de avance de 70 a 80 cm.

## Hábitat

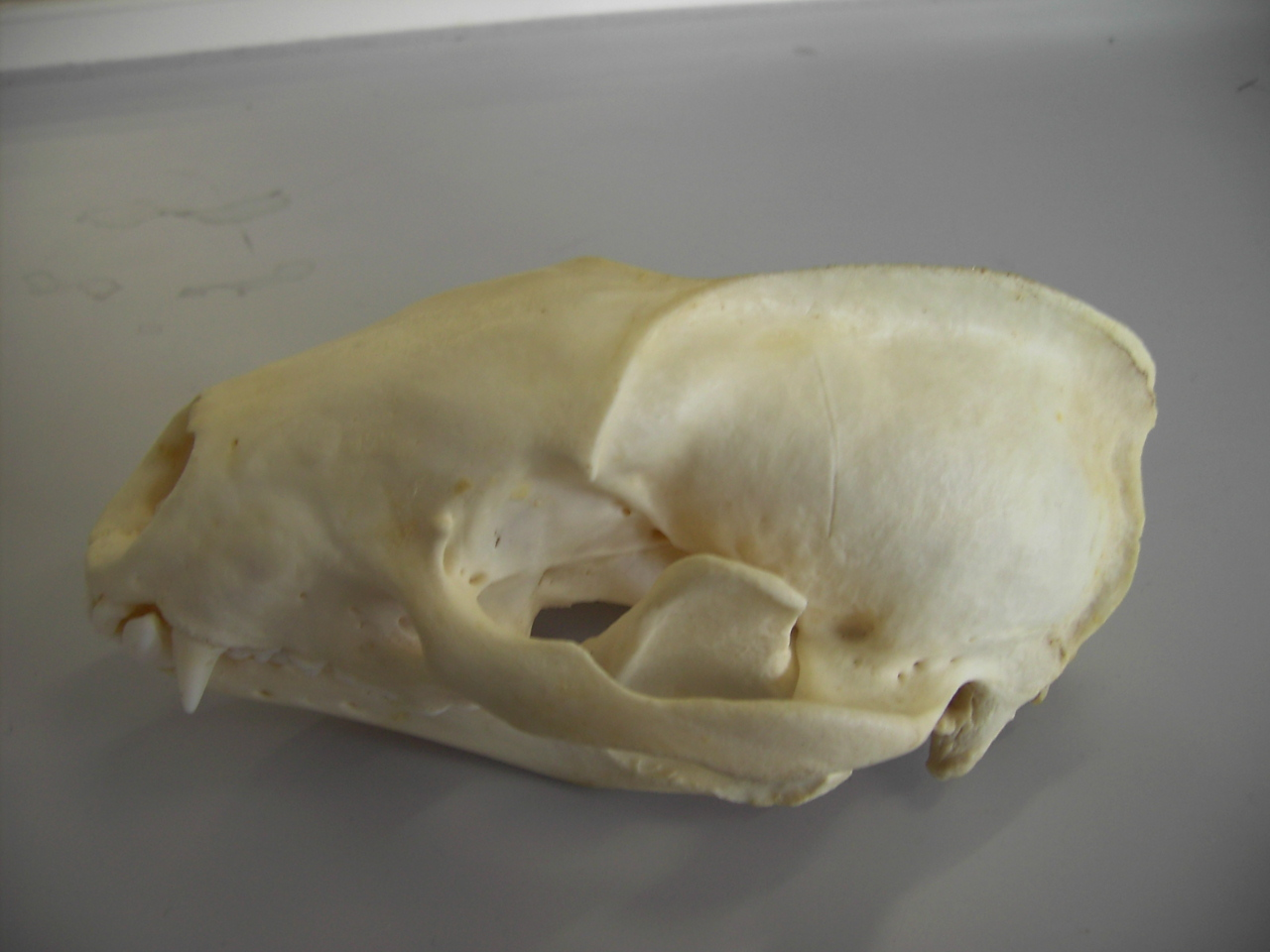
Cráneo de tejón europeo

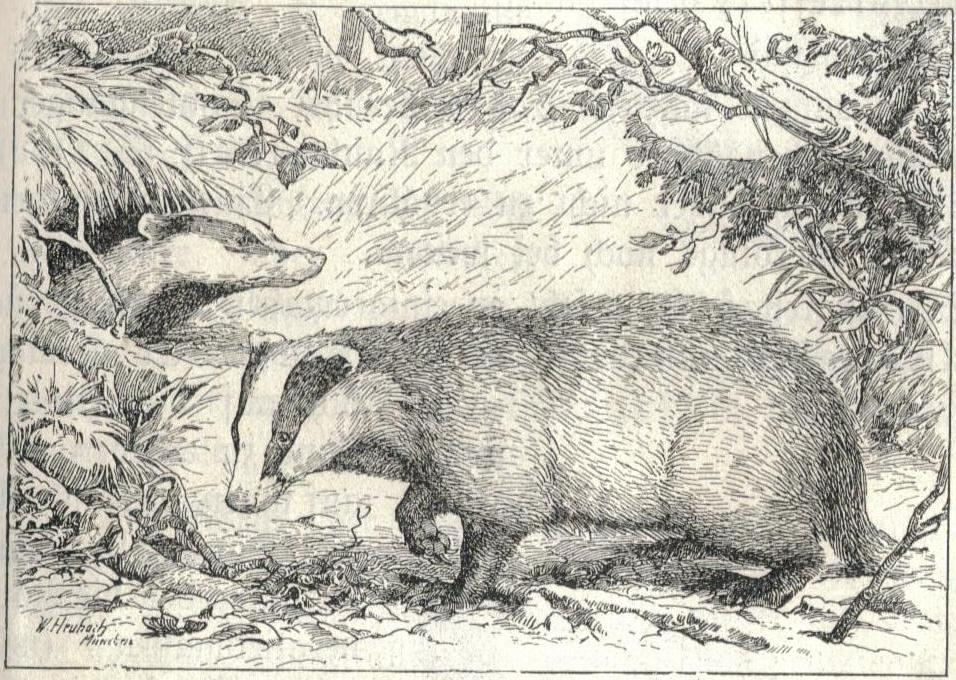
Ilustración de Walter Heubach (1865-1923)

El hábitat va desde zonas semiáridas hasta zonas de alta montaña. Aun cuando el hábitat preferido es el de las estribaciones montañosas con cierta cobertura vegetal, preferiblemente bosque claro de frondosas combinado con pastizales amplios, donde puede encontrar lombrices de tierra, insectos y frutos. La presencia de ganado (especialmente vacuno) también se ha descrito como beneficiosa para la especie. Otro requisito para su presencia es la existencia de terrenos aptos para excavar las tejoneras.

## Orígenes
El tejón es una especie que habita nuestro planeta desde la antigüedad, estimándose por los palenteólogos que ya tenía las características actuales hace cuatro millones de años y considerándose que su dentición ha sido lo que más ha evolucionado.[cita requerida]
Así, mientras que en sus inicios estaba exclusivamente adaptado al consumo de carne fresca, posteriormente se adaptó al consumo tanto de carne como de vegetales, lombrices e insectos. Sus restos óseos han aparecido en diferentes yacimientos paleontológicos de Eurasia. Se han encontrado restos en la Cueva de Gabasa en Huesca, así como fósiles en la depresión de Guadix-Baza, correspondientes al periodo Holoceno.
Aunque no está unánimemente admitido por la comunidad científica, en la península ibérica se localiza la subespecie M. meles marianensis, descrita en el siglo XIX por el naturalista Mariano de la Paz Graells. Su distribución es exclusivamente ibérica, alcanzando hasta los Pirineos, donde se mezcla con la nominal M. meles meles, que tiene un tamaño mayor y colores más oscuros en el pelaje del dorso y flancos.[cita requerida]

## Longevidad
En cautividad es de unos quince años, pero puede alcanzar hasta veinte. En estado salvaje es muy inferior: entre las poblaciones salvajes, un 30 % de los adultos muere cada año, mayoritariamente los machos, lo que explica la preponderancia de las hembras. Generalmente los machos viven cuatro o cinco años en estado salvaje, con algunos casos excepcionales que alcanzan hasta diez y doce años. Entre un 30 y un 60 % de los jóvenes muere antes de cumplir un año, principalmente de enfermedades, de hambre, de parasitosis, o cazados por humanos, linces, lobos, perros, zorros, búhos reales, águilas... La muerte de las crías se produce a veces incluso por infanticidio animal. El tejón es vulnerable en contacto con la rabia y con la tuberculosis bovina, muy extendida en las islas de Gran Bretaña e Irlanda.

## Comportamiento
Durante largo tiempo el comportamiento de los tejones ha sido mal conocido, incluso por parte de los científicos, principalmente debido a sus hábitos nocturnos. El naturalista Georges-Louis Leclerc de Buffon lo describió como un animal perezoso, desafiante y solitario.
Los tejones son animales sociables y suelen vivir en grupos de dos a doce individuos, con un promedio de cuatro a seis adultos, aun cuando se han llegado a citar grupos de hasta veintitrés individuos,[cita requerida] que habitan en tejoneras subterráneas excavadas por ellos mismos que pueden tener una gran longitud (también son conocidas como cados o huras).[cita requerida]
El tejón es un animal de hábitos nocturnos, pudiendo comenzar sus salidas al crepúsculo, siendo muy raro observarlo a plena luz del día. Puede trepar, aunque no está bien adaptado para ello, y puede nadar relativamente bien. También puede correr con cierta rapidez.
En caso de peligro o verse acorralado emite aullidos. Es muy juguetón con sus congéneres, tanto de jóvenes como de adultos y participa en el aseo corporal de los compañeros de especie.

### Alimentación
Los tejones son omnívoros, se alimentan de insectos, particularmente abejas y miel, de donde proviene su nombre latino de «Meles» (miel en latín), de otros invertebrados, de mamíferos, de reptiles pequeños, maíz, frutas y plantas, en general, sin desdeñar la carroña. 
En las islas británicas y norte de Europa el componente básico de su dieta son las lombrices y gusanos, mientras que en Europa meridional los tejones comen sobre todo insectos, lombrices, fruta y cereales.

### Sentidos
El olfato y el oído del tejón están muy desarrollados, mientras que la vista la tienen más limitada, pues por sus hábitos de vida, la han adaptado prácticamente al uso nocturno y a la oscuridad de su madriguera.

### Vida social
Seguimientos con radiotransmisores han puesto igualmente de manifiesto que las hembras se quedan con más frecuencia que los machos en la tejonera en que han nacido. Al frente de la tejonera suele haber un macho reproductor, una hembra reproductora y sus descendientes. 
Los dos miembros que forman el par dominante son generalmente los únicos individuos que producen con éxito crías, aunque todas las hembras se acoplen con el macho dominante. Las hembras subordinadas aun cuando pueden quedar preñadas no suelen completar la cría de los nacidos.[cita requerida]
Los clanes de tejones son territoriales y defienden agresivamente sus territorios, especialmente los machos, contra la presencia de tejones extraños, pudiendo infligirse graves heridas, mientras que es inusual la lucha dentro del grupo social.

### Reproducción
El apareamiento ocurre principalmente entre comienzos de primavera y final de verano. Durante el acoplamiento el macho suele morder el cuello a la hembra. La cópula puede durar de dos a noventa minutos y se estima que solo las cópulas de más de diez minutos fecundan a la hembra.
El tejón dispone de una implantación retardada, es decir, que la hembra puede guardar el óvulo fecundado varios meses. El desarrollo del huevo o cigoto puede detenerse hasta diez meses, hasta que las condiciones ambientales (duración y temperatura del día) sean apropiadas para la implantación en el útero.
La gestación dura unos sesenta y cinco días después de la implantación, del óvulo en el útero. La mayoría de los nacimientos ocurren entre febrero y marzo.
Los partos suelen ser de dos a seis individuos. Las crías miden entre 12 a 15 cm, sin incluir la cola y están cubiertos de un pelo blanquecino del que destaca un pigmento oscuro en la cabeza, que luego serán las características bandas negras. Abren los ojos después de un mes. A las nueve o diez semanas salen de la madriguera. 
La lactancia dura unos tres meses. La madre permanece largos períodos junto a las crías durante el amamantamiento. Por su parte el macho no se ocupa de las crías. Cuando culmina la lactancia todos los jóvenes permanecen agrupados en una misma dependencia, conocida como litera o cuna.

### Tejonera

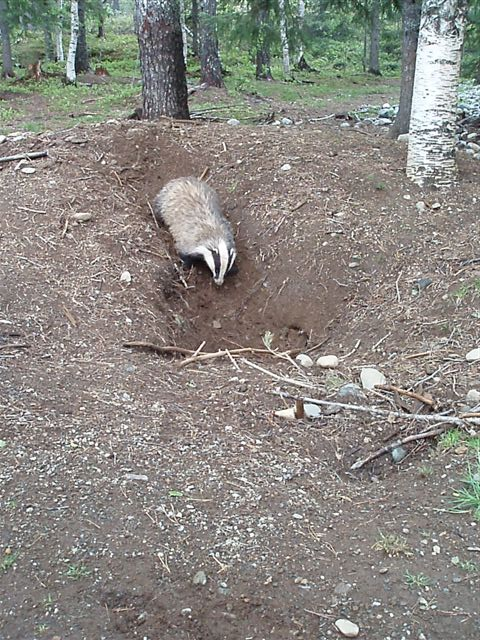
Tejón cavando para hacer su guarida.

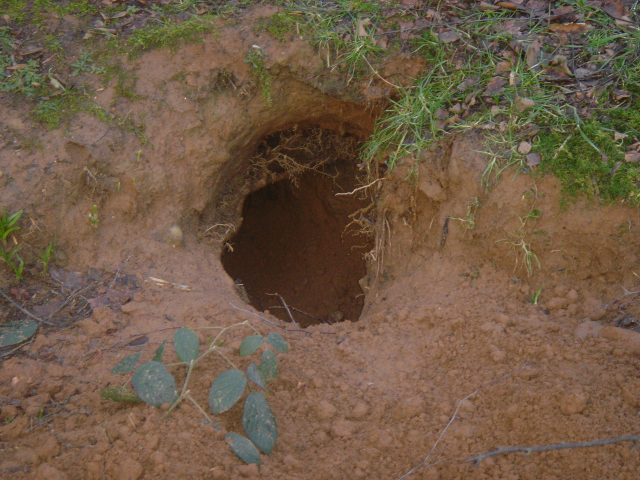
Entrada de una tejonera.

Un área de 50 a 150 ha es, generalmente, el territorio en el que se localiza una tejonera, la que además cuenta con varias áreas de campeo que pueden solaparse con la de otros ejemplares. Territorialmente marcan su territorio con heces que, a diferencia de las colocadas en letrinas en las proximidades de la tejonera, suelen colocar en piedras o arbustos en los que igualmente imprimen las secreciones odoríferas de las glándulas subcaudales, ubicadas justo debajo de la cola.
La excavación de una tejonera, que es citada de forma habitual por la literatura científica, reveló que contaba con 879 m de túneles, cincuenta compartimientos, y ciento setenta y ocho entradas. Los investigadores estimaban que su construcción requirió extraer 70 tn de tierra y empleó varios siglos de trabajo, Ello evidenció que se trataba de una tejonera heredada por generaciones.[cita requerida]
Las tejoneras han sido muy estudiadas por los naturalistas desde la antigüedad, que se han sentido atraídos por estas catedrales subterráneas, asignándole una serie de denominaciones a las diferentes partes del habitáculo. Así se denominan:
- Cámara principal: aposento de alojamiento y cría de la especie. En algunas tejoneras puede haber varias. Puede tener hasta 3 o 4 m de altura y suele aparecer acolchada con restos vegetales.
- Conductos principales: los utilizados habitualmente para acceder a la cámara principal.
- Conductos de ventilación: los que sirven para llevar aire puro verticalmente al interior de la guarida. También penetra la luz a través de ellos por su construcción vertical, siendo esta última una importante función de la luminosidad de la guarida y regulación de la actividad del animal, a la que no se ha prestado mucha atención en los estudios de tejoneras.
- Conductos de escape: vías accidentalmente utilizadas para salir de la tejonera en caso de peligro o inundación.
- Letrina o retrete: cámara secundaria que se habilita junto a la cámara principal para defecar.
- Litera o cuna: cámara secundaria en la que se agrupan los ejemplares jóvenes, para continuar recibiendo los cuidados maternos.

## Depredadores
Los grandes carnívoros como el oso, el lobo y el lince, también los zorros, el gato montés y la gineta predan sobre los ejemplares jóvenes, al igual que las grandes rapaces nocturnas y diurnas.[cita requerida]

## Heráldica

Escudo de armas de los Thurn y Taxis

Este animal en heráldica se llama "taisson" y siempre se representa pasante. Aparece en el escudo de la Casa de Thurn y Taxis, precursores del correo europeo.